# ATP Istanbul
Das ATP-Turnier von Istanbul (offiziell TEB BNP Paribas İstanbul Open) war ein türkisches Tennisturnier der ATP Tour, das von 2015 bis 2018 auf Sandplätzen im Freien ausgerichtet wurde und zur Kategorie ATP Tour 250 gehörte.

## Geschichte
Das Turnier in Istanbul war das erste der ATP Tour auf türkischem Boden. In derselben Woche fanden gleichzeitig jeweils Turniere in München und Estoril statt. 2018 stellte die letzte Austragung dar. Gründe für die Einstellungen wurden nicht bekannt gegeben.
Austragungsstätte war die Koza World of Sports.

## Siegerliste

### Einzel
| Jahr | Sieger            | Finalgegner     | Finalergebnis   |
| ---- | ----------------- | --------------- | --------------- |
| 2018 | Taro Daniel       | Malek Jaziri    | 7:64, 6:4       |
| 2017 | Marin Čilić       | Milos Raonic    | 7:63, 6:3       |
| 2016 | Diego Schwartzman | Grigor Dimitrow | 6:75, 7:64, 6:0 |
| 2015 | Roger Federer     | Pablo Cuevas    | 6:3, 7:611      |

### Doppel
| Jahr | Sieger                          | Finalgegner                      | Finalergebnis    |
| ---- | ------------------------------- | -------------------------------- | ---------------- |
| 2018 | Dominic Inglot Robert Lindstedt | Ben McLachlan Nicholas Monroe    | 3:6, 6:3, [10:8] |
| 2017 | Roman Jebavý Jiří Veselý        | Tuna Altuna Alessandro Motti     | 6:0, 6:0         |
| 2016 | Flavio Cipolla Dudi Sela        | Andrés Molteni Diego Schwartzman | 6:3, 5:7, [10:7] |
| 2015 | Radu Albot Dušan Lajović        | Robert Lindstedt Jürgen Melzer   | 6:4, 7:62        |